# Aeschynanthus fecundus
Aeschynanthus fecundus är en tvåhjärtbladig växtart som beskrevs av Patrick James Blythe Woods. Aeschynanthus fecundus ingår i släktet Aeschynanthus och familjen Gesneriaceae. Inga underarter finns listade i Catalogue of Life.